# Ceiba
Ceiba és un gènere d'arbres que són plantes natives de moltes zones tropicals incloent Mèxic, Amèrica Central, Amèrica del Sud, Les Bahames, Belize, i el Carib, Àfrica Occidental i sud-est d'Àsia. Algunes espècies poden arribar a fer 70 m d'alt. L'espècie més cultivada és el kapok Ceiba pentandra.
Recentment els especialistes incorporen el gènere Chorisia dins Ceiba.

## Taxonomia

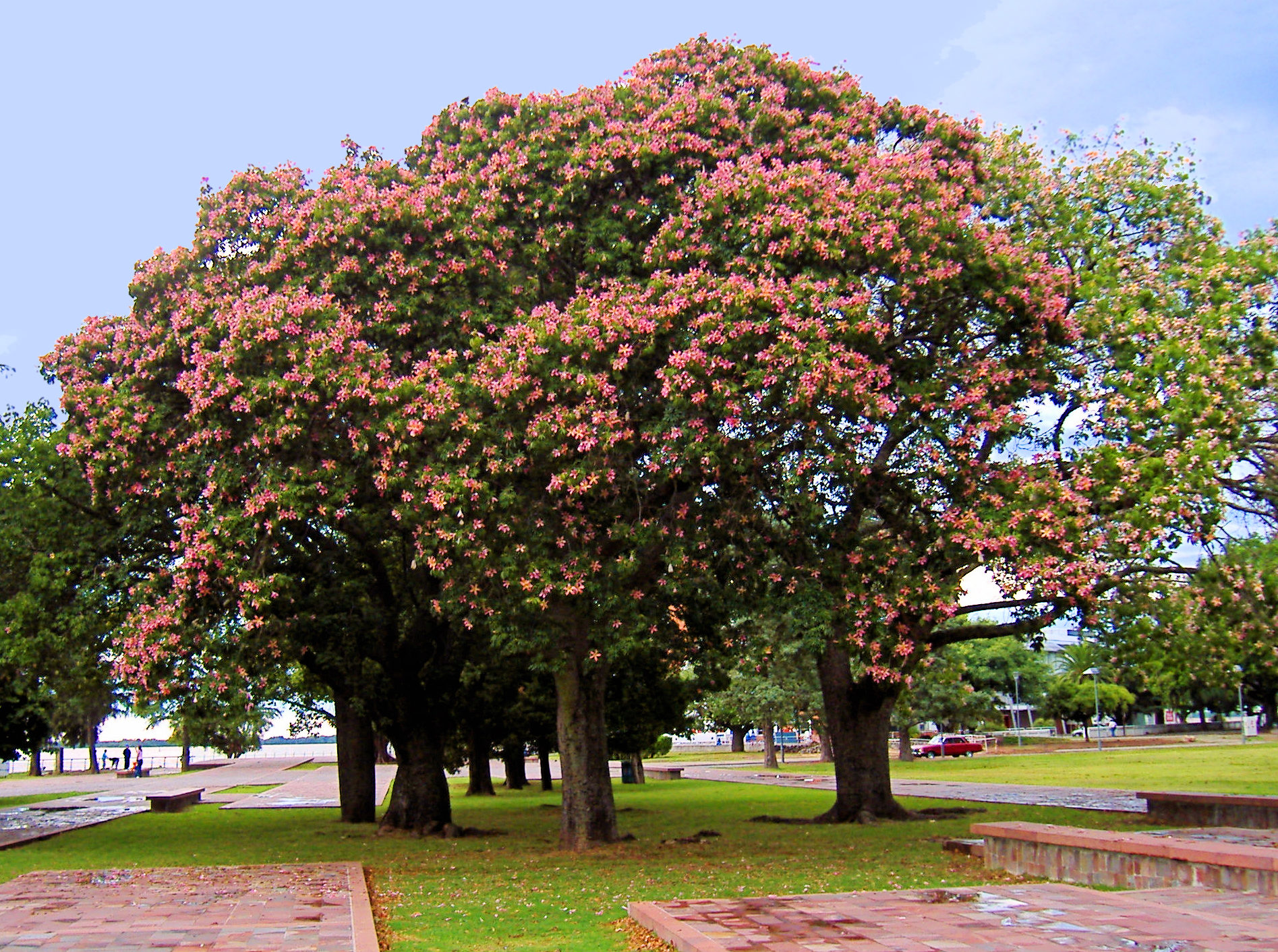
"Ceiba speciosa" a Rosario, Argentina.

- Ceiba aesculifolia (Kunth) Britten i Baker, 1896
- Ceiba glaziovii (Kuntze) K. Schum., 1900
- Ceiba insignis (Kunth) P. E. Gibbs & Semir, 1988 o corísia[2]
- Ceiba pentandra (L.) Gaertn.—Kapok
- Ceiba rosea (Seem.) K. Schum., 1886
- Ceiba speciosa (A. St.-Hil.) Ravenna, 1998—Palo borracho
- Ceiba trichistandra Bakh., 1924[3]

## Ceiba
No s'ha de confondre el gènere Ceiba amb el nom comú ceibo (Erythrina crista-galli), que és l'arbre nacional de l'Argentina i l'Uruguai.